# Chlorophonia
Chlorophonia Bonaparte, 1851 è un genere di uccelli passeriformi della famiglia Fringillidae. Al genere vengono ascritti gli uccelli noti col nome comune di clorofonie o tangare verdi.

## Etimologia
Il nome scientifico del genere, Chlorophonia, è un'unione della parola χλωρος (khlōros, "verde") con euphonia.

## Descrizione
Al genere vengono ascritti uccelli di piccole dimensioni (10–13 cm), dall'aspetto massiccio e paffuto, muniti di corto becco conico, testa arrotondata e coda squadrata.
Il piumaggio (come intuibile dal nome scientifico) è dominato dai toni del verde, con petto e ventre di colore giallo oro e talvolta presenza di azzurro sulla testa: il dimorfismo sessuale è presente ma non estremo, con le femmine dalla colorazione più smorta e prive di iridescenze azzurre cefaliche.

## Biologia
Le tangare verdi sono uccelli diurni e piuttosto timidi, che vivono nel folto della vegetazione e si muovono perlopiù da soli o in coppie, passando la maggior parte del tempo alla ricerca di cibo (costituito da frutta e bacche, ma in minima parte anche da insetti).
Il canto di questi uccelli non è particolarmente armonioso, basandosi su suoni monosillabici nasali o fischianti, che possono essere ripetuti 3-4 volte di fila: una leggenda costaricana narra che essi in passato fossero provvisti di una voce melodiosa, alla quale rinunciarono regalandola al vulcano Poás in cambio della vita di una giovane che doveva venirvi sacrificata.
Si tratta di uccelli monogami, le cui operazioni di costruzione del nido (a forma sferoide) ed allevamento della prole vengono espletate da ambedue i genitori.

## Distribuzione e habitat
Sebbene due specie siano diffuse in America centrale a sud del Messico centro-meridionale, le tangare verdi sono abitanti della fascia tropicale dell'America meridionale, della quale popolano le foreste pluviali.

## Tassonomia
Al genere vengono ascritte cinque specie:
Genere Chlorophonia
- Chlorophonia flavirostris Sclater, 1861 - tangara verde dal collare giallo
- Chlorophonia cyanea (Thunberg, 1822) - tangara verde nucablu
- Chlorophonia pyrrhophrys (Sclater, 1851) - tangara verde pettocastano
- Chlorophonia occipitalis (Du Bus de Gisignies, 1847) - tangara verde corona azzurra
- Chlorophonia callophrys (Cabanis, 1861) - tangara verde dai sopraccigli dorati

Il nome comune, "tangare verdi", è dovuto all'erronea opinione che questi uccelli (assieme alle eufonie) fossero imparentati con le tangare propriamente dette e pertanto appartenenti alla famiglia Thraupidae, della quale tuttavia sono solo lontanamente imparentati, essendo invece parte dei fringillidi.